# Josh Lucas
Josh Lucas (20 de juny de 1971 a Little Rock, Arkansas) és un actor estatunidenc.

## Biografia
Fill d'un metge i d'una infermera és el primer de quatre germans. Va tenir una infància molt moguda per mor de l'activisme polític dels seus pares contra la guerra nuclear i l'energia nuclear. El 1981 es varen establir a l'estat de Washington on es va diplomar a la "Gig Harbor High School" el 1989, on va tenir el primer contacte amb el recitar.
Després es va mudar a Los Angeles, on comença a fer feina a produccions televisives com sèries. Debuta en el cinema a la pel·lícula Alive, i després el trobam a films com American Psycho, Una ment meravellosa i Sweet Home Alabama.
El 2003 obté el paper del pres a la pel·lícula Hulk de n'Ang Lee; actualment ha participat a Poseidon un remake de L'aventura del Posidó de 1972.

## Filmografia
- Viuen (Alive) (1993)
- Thinner (1996)
- True Blue (1996)
- ''You Can Count on Me (2000)
- American Psycho (2000)
- The Dancer (2000)
- El pes de l'aigua (The Weight of Water) (2000)
- When Strangers Appear (2001)
- Sessió 9 (Session 9) (2001)
- Una ment meravellosa (A Beautiful Mind) (2001)
- The Deep End (2001)
- Sweet Home Alabama (2002)
- Hulk (2003)
- Wonderland (2003)
- Undertow (2004)
- A la cantonada (Around the Bend)) (2004)
- Stealth: L'amenaça invisible (Stealth) (2005)
- Una vida per endavant (An Unfinished Life) (2005)
- Poseidon (2006)
- Glory Road (2006)
- Life as We Know It (2010)
- Peacock (2010)
- L'innocent (The Lincoln Lawyer) (2011)
- The Mysteries of Laura (2014-2016), sèrie de televisió